# 1717 Broadway
Il 1717 Broadway è un grattacielo situato a New York, all'angolo tra Broadway e 54th Street ad uso completamente alberghiero. Ha un totale di 639 stanze divise tra due hotel, il Courtyard New York Manhattan/Central Park e il Residence Inn New York Manhattan/Central Park.